# Wenzel Storch

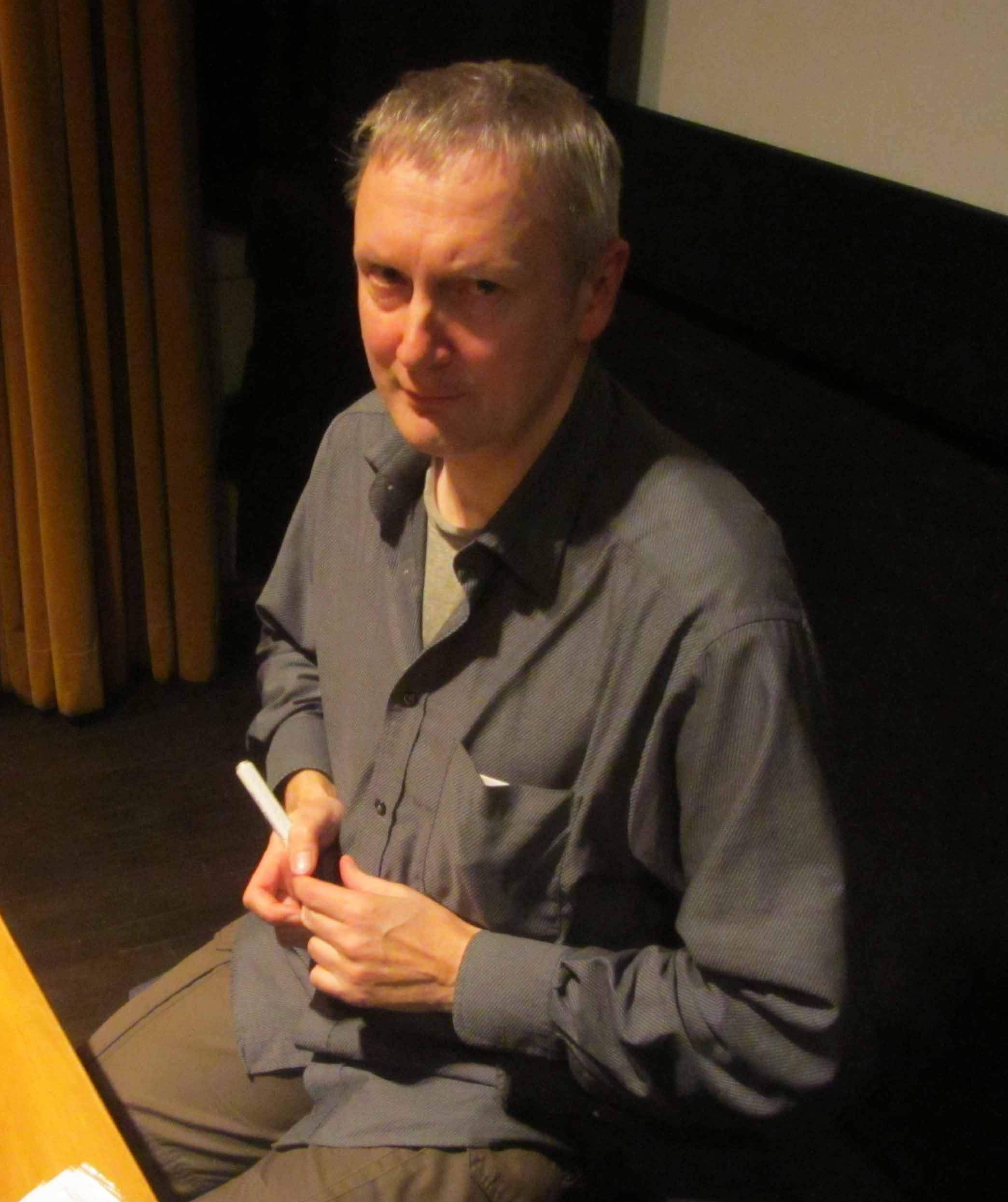
Wenzel Storch (2014)

Wenzel Storch (* 21. März 1961 in Braunschweig) ist ein deutscher Regisseur, Filmproduzent und Autor.

## Leben
Storch war in jungen Jahren Ministrant in der katholischen Kirche, was sein Werk bis heute prägt. Zum Filmemachen kam er durch einen LSD-Trip, der ihm die grundlegende Idee für das Drehbuch zu Der Glanz dieser Tage vermittelte.

## Werk
Storchs phantastische Filme besitzen eine stark surreal-traumhafte Atmosphäre und neigen zur Kirchenkritik. Sie zeichnen sich durch eine opulente Ausstattung aus, die mit sehr kleinen Produktionsbudgets gebaut wird. Dies wird möglich durch einen – im Vergleich zu durchschnittlichen Kinoproduktionen – hohen Zeitaufwand (die Produktion seines letzten Films, Die Reise ins Glück, dauerte zwölf Jahre) und dadurch, dass er budgetschonend als Produzent, Filmverleiher, Regisseur, Drehbuchautor und Kameramann zugleich arbeitet.
Neben seiner filmerischen Tätigkeit verfasst Storch Kolumnen für die Zeitschrift konkret, die 2009 in Buchform unter dem Titel Der Bulldozer Gottes erschienen. Ebenfalls 2009 drehte Storch das Musikvideo zur Single Altes Arschloch Liebe von Bela B.
Im Schauspiel des Theater Dortmund wurde im Oktober 2014 das von Storch inszenierte Stück Komm in meinen Wigwam uraufgeführt. Storch war damit erstmals als Regisseur für das Theater tätig. In der nächsten Spielzeit feierte sein nächstes Stück, Das Maschinengewehr Gottes, ebenfalls am Theater Dortmund Premiere. Beide Stücke erhielten gute Kritiken. So schrieb etwa die taz zu Komm in meinen Wigwam: „Storchs Erkundungen im Unterholz altbundesrepublikanischer Mentalitätsverwirrungen machen [...] einen Mordsspaß! So auch Komm in meinen Wigwam, Storchs erste Bühnenarbeit, die am Freitag in Dortmund vor begeistertem Publikum Premiere hatte: Ein bunter Gemeindehaus-Revueabend, der tief hineinführt in den bizarren Kosmos katholischer Aufklärungs- und Anstandsliteratur der 50er, mit besonderem Augenmerk auf das Schaffen des 2013 gestorbenen Ehrenprälaten Berthold Lutz, vom Regisseur kurzerhand zum katholischen Oswald Kolle ernannt.“

### Die Jürgen-Höhne-Trilogie
Bekannt wurde Storch durch seine zwischen 1986 und 2004 entstandene Jürgen-Höhne-Trilogie, die nach ihrem Hauptdarsteller benannt ist. Während in allen drei Filmen Amateure agieren, leihen in Die Reise ins Glück der Schriftsteller Horst Tomayer, der Sänger Max Raabe sowie Harry Rowohlt einigen Figuren ihre Stimmen. Alle drei Teile werden außerdem durch eine Erzählerstimme begleitet. In Sommer der Liebe war es Hans Paetsch, nach dessen Tod 2002 übernahm für Die Reise ins Glück Friedrich Schoenfelder die Rolle. Der Glanz dieser Tage und Sommer der Liebe wurden auf Super 8 gedreht und für den Kinoverleih per Blow-up auf 16-mm-Film kopiert, Die Reise ins Glück entstand auf 35-mm-Material.
"Was Robert De Niro für Martin Scorsese, ist für Storch sein Leib-und-Magen-Darsteller Jürgen Höhne, ein frühpensionierter, sächselnder Brummi-Fahrer, der sich wie ein wilder Stier durch Storchs Filme pflügt und in Sommer der Liebe eine unvergessliche Conny-Kramer-Inkarnation abgab", so die taz anlässlich einer Benefiz-Veranstaltung des Berliner Eiszeit-Kinos im Rahmen des Festivals Z 2000 in der Akademie der Künste im Jahr 2000.
Wenzel Storch gibt an, aus künstlerischen Gründen nicht mit professionellen Schauspielern zu arbeiten: „Selbst wenn mir alle Heiner Lauterbachs zur Verfügung stehen würden – ich würde Jürgen Höhne nehmen.“ (Die Zeit 34/2000)

## Rezeption
Die Meinungen über Storchs Werk sind geteilt. Über die ausstatterische Gestaltung, die surreale Ästhetik sowie den Inhalt der Jürgen-Höhne-Trilogie urteilten u. a. das Magazin Geo (Nr. 11, 2000), die Zeit (Nr. 34, 2000), die Hamburger Ausgabe der taz (14. August 2004), als auch der Spiegel (03/2005) enthusiastisch, wobei verschiedenerseits Vergleiche mit den etablierten Regisseuren Terry Gilliam und dem Duo Jeunet & Caro geäußert wurden; es wurde in der Berichterstattung allerdings auch oft die besondere Randständigkeit und mangelnde Massenkompatibilität von Storchs Schaffen trotz dieser künstlerischen Qualität angemerkt.
Im Juli 2004 wurde der letzte Teil der Trilogie auf der FanTasia in Montreal, Nordamerikas größtem Festival für den phantastischen Film, in der Kategorie Most Groundbreaking Film mit dem Publikumspreis in Silber ausgezeichnet.

## Filmografie (Auswahl)
- 1989: Der Glanz dieser Tage
- 1992: Sommer der Liebe
- 2004: Die Reise ins Glück

## Werke
- Der Bulldozer Gottes. Ventil-Verlag, Mainz 2009, ISBN 978-3-931555-62-7.
- Arno & Alice. Ein Bilderbuch für kleine und große Arno-Schmidt-Fans. Konkret-Verlag, Hamburg 2012, ISBN 978-3-930786-66-4.
- Das ist die Liebe der Prälaten. Ventil-Verlag, Mainz 2012, ISBN 978-3-931555-30-6.